# Invincible (Machine Gun Kelly)
Invincible è un singolo del rapper statunitense Machine Gun Kelly, pubblicato nel 2012 ed estratto dal suo primo album in studio Lace Up. Il brano vede la partecipazione della cantante statunitense Ester Dean.

## Video musicale
Il video musicale è stato diretto da Isaac Rentz.

## Tracce
1. Invincible (featuring Ester Dean) – 3:07 (Richard Colson Baker, Ester Dean)